# Rhapsa eretmophora
Rhapsa eretmophora är en fjärilsart som beskrevs av Turner 1932. Rhapsa eretmophora ingår i släktet Rhapsa och familjen nattflyn. Inga underarter finns listade.